# Eddie Bo

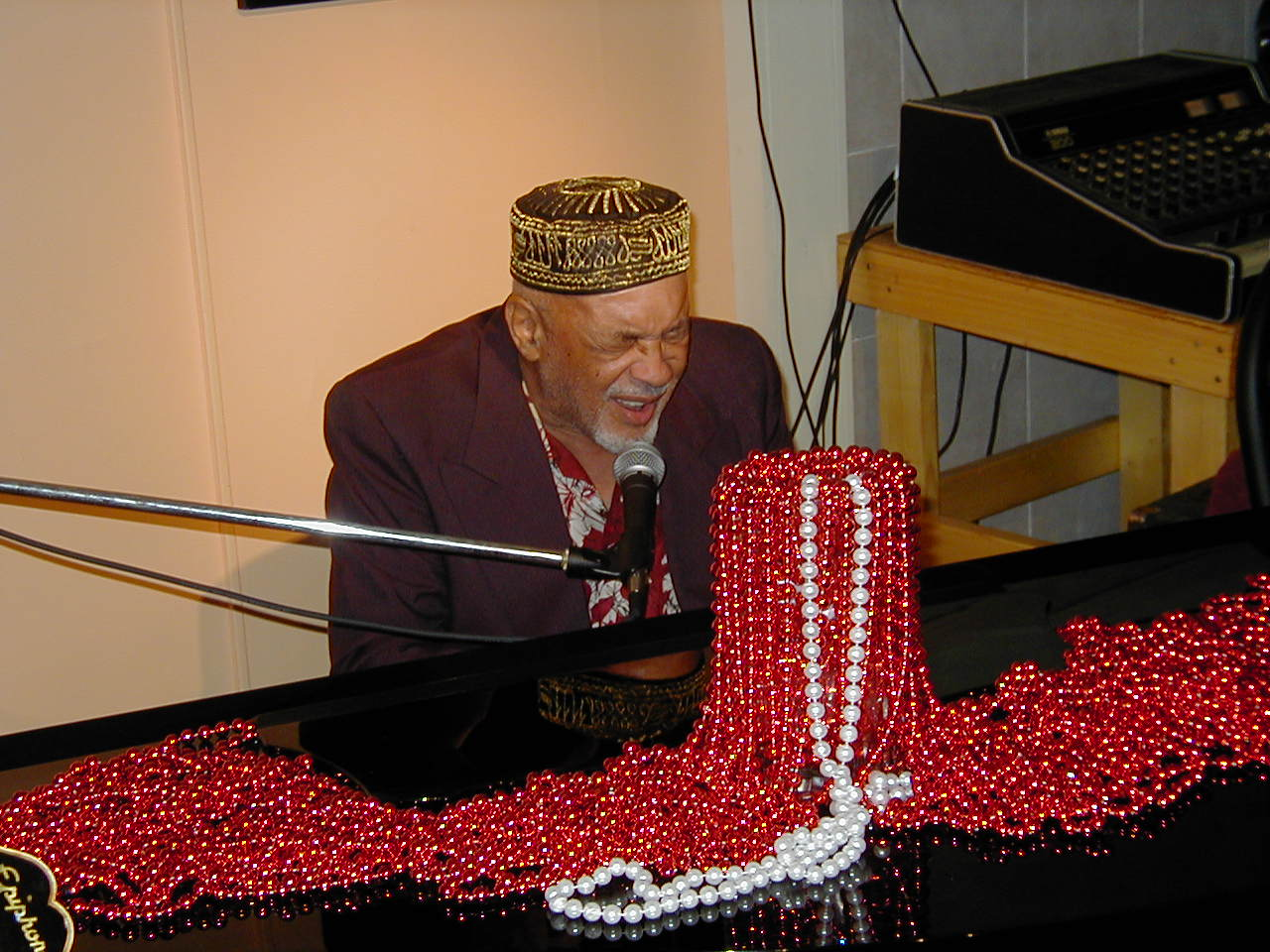
Eddie Bo, 2004.

Eddie Bo, född Edwin Joseph Bocage den 20 september 1930 i New Orleans, Louisiana, död 18 mars 2009 i Picayune i Pearl River County, Mississippi, var en amerikansk sångare, pianist och producent. Eddie Bo har spelat in musik för över 40 skivbolag och spelat in ett mycket stort antal skivor. Trots sina otaliga inspelningar var det bara låten "Hook and Sling" från 1969 som han fick något av en hit med. Som producent arbetade han med artister som Irma Thomas, Art Neville och Chris Kenner.
På 1990-talet spelade han piano på två av Willy DeVilles soloalbum.